# Reinhold von Buxhoeveden
Reinhold von Buxhoeveden (* um 1480 in Livland; † Mai 1557 auf der Bischofsburg Schloss Lohde) war von 1532 bis 1541 Bischof des Bistums Ösel-Wiek in Estland. Er war nach Hermann II. von Buxhoeveden (1230–1285) der zweite Vertreter seiner Familie, der dieses Amt bekleidete.

## Biografie

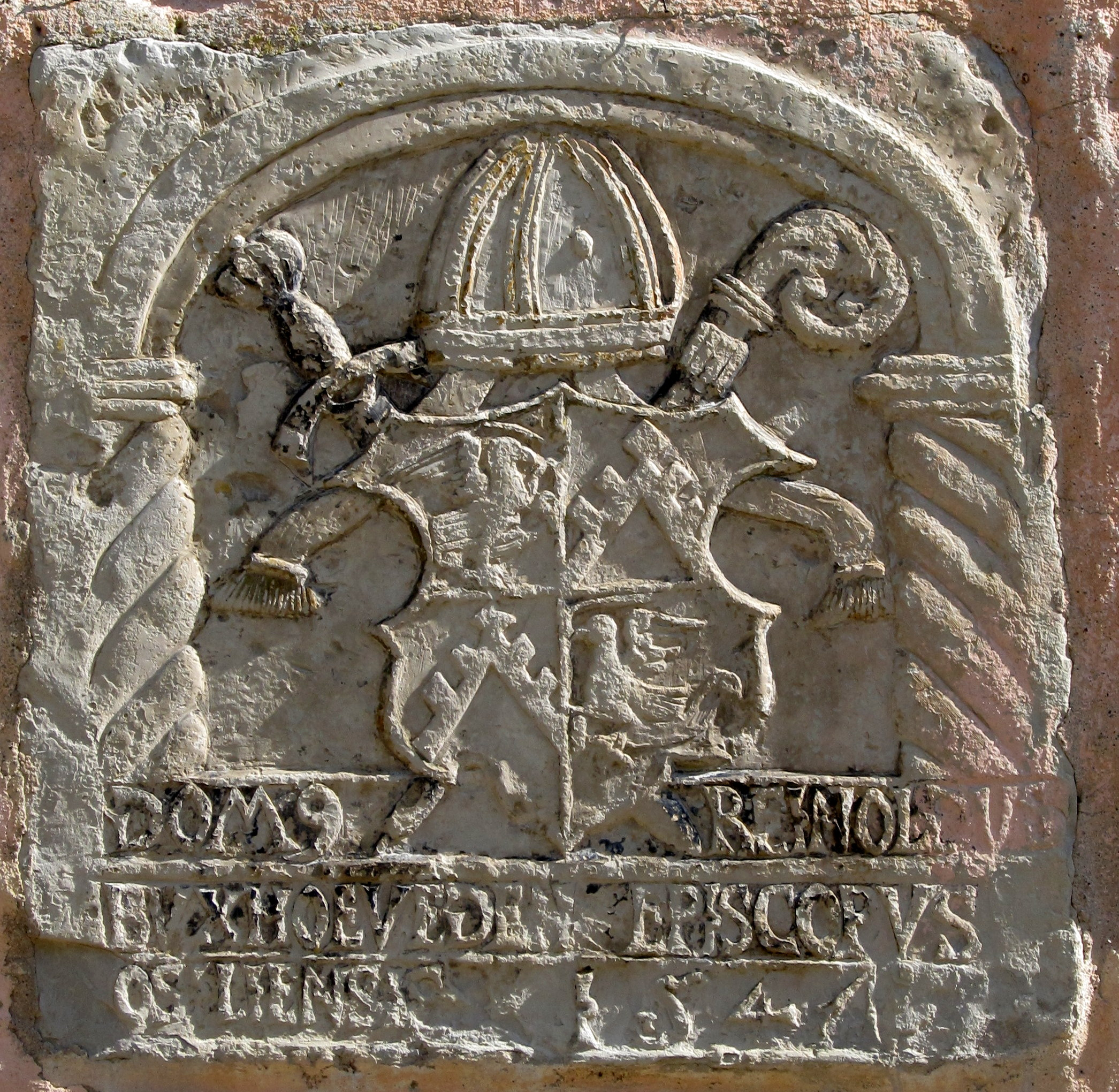
Bischofswappen von Reinhold von Buxhoeveden († 1557), Fürstbischof von Ösel-Wiek, an der Burg Lohde

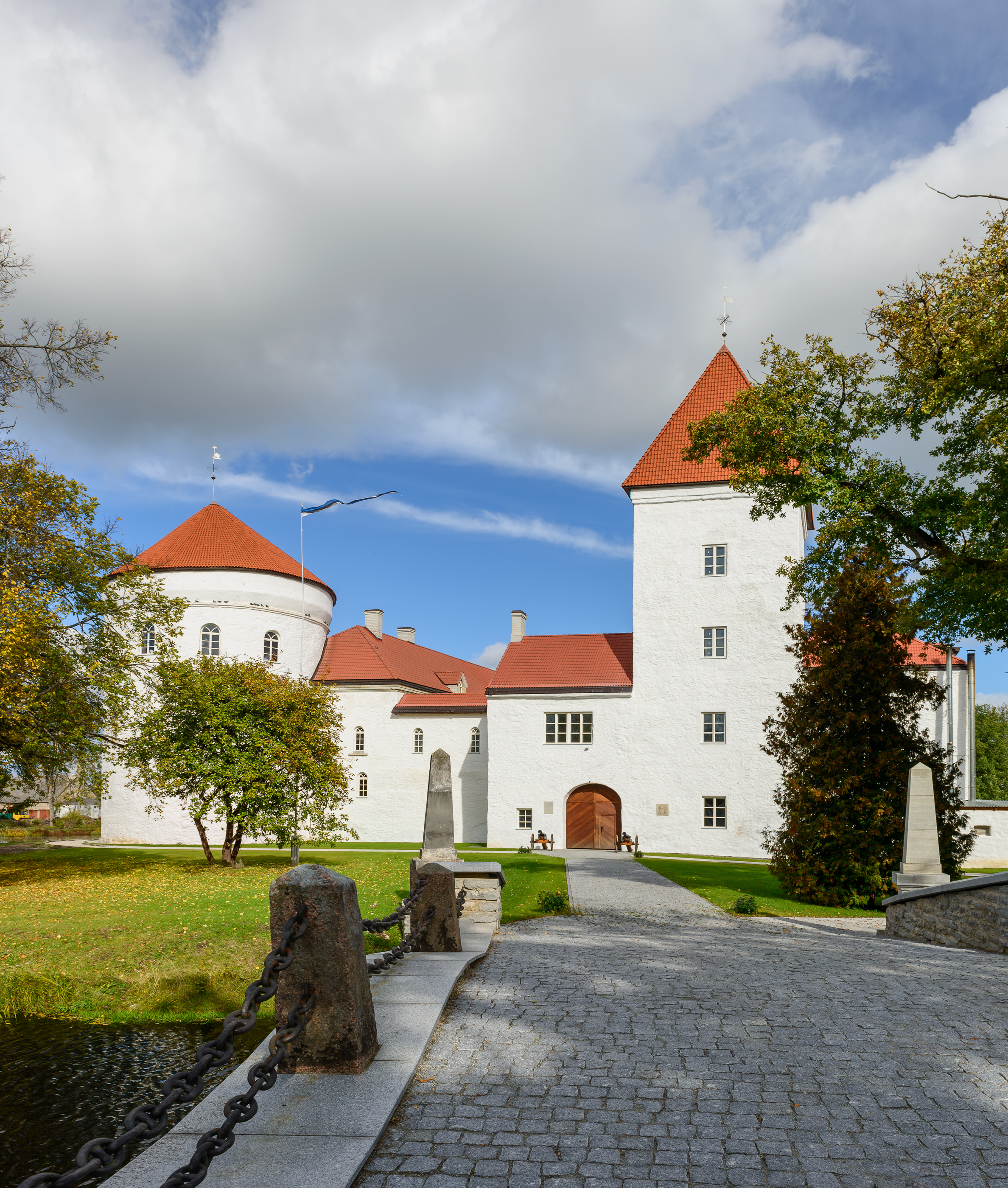
Burg Lohde, Koluvere/Estland

Buxhoeveden wurde wohl um das Jahr 1480 in der Diözese Dorpat in Livland geboren. Am 1. September 1501 wurde er an der Universität Rostock als „Reinoldus Bichteshoueden Dorptensis dioc.“ immatrikuliert. Im Winter 1506/07 wurde er in Rostock zunächst zum Bakkalar promoviert und im Winter 1508/09 beendete er sein Studium schließlich als Magister des kanonischen Rechts.
Buxhoeveden strebte in der Folge eine kirchliche Laufbahn an und hielt sich zu diesem Zweck im Anschluss an sein Studium für längere Zeit in Rom auf. Dort wurde er seit November 1519 als Dekan der Oeselschen Kirche bezeichnet. Seine Rückkehr nach Livland erfolgte allerdings erst nach dem Frühjahr 1520. Dorthin als Dekan und Domherr zurückgekehrt, wurde Buxhoeveden wichtiger Berater und Botschafter des späteren Bischofs von Riga Johannes Blankenfeld bei Papst Leo X. In dieser Eigenschaft hielt sich Buxhoeveden wieder häufig in Rom auf.
Im Jahre 1527, nach dem Tode des Bischofs Johannes IV. Kievel von Ösel-Wiek, hätte von Buxhoeveden dessen Nachfolger werden können, da er aber keinen entsprechenden Einfluss hatte, begnügte er sich damit weiterhin Dekan zu bleiben. Denn nur wenige Jahre später, am 18. Oktober 1530, wurde er dann doch zum Bischof von Ösel-Wiek gewählt. Kaiser Karl V. bestätigte seine Wahl im Dezember 1531, Papst Clemens VII. tat dies am 3. August 1532. Da ein Teil des öselschen Adels Reinholds Gegenkandidaten Wilhelm von Brandenburg, Koadjutor des Rigaer Bischofs Thomas Schöning, als Bischof sehen wollten, entbrannte 1532 ein bis 1536 anhaltender Bürgerkrieg. Unter Aufbringung hoher finanzieller Mittel und mit Hilfe seiner Unterstützer konnte sich Reinhold letztlich durchsetzen.
1541 vollendete er den Umbau der Bischofsburg Lohde und ließ seinen Wappenstein mit dieser Jahreszahl an der Fassade anbringen. Trotzdem legte Buxhoeveden sein Amt am 13. Juli 1541 nieder. Mit Unterstützung der Brüder der Ritterschaft Christi von Livland konnte er den Bischof von Kurland Johann von Münchhausen als seinen Nachfolger einsetzen.
Reinhold von Buxhoeveden starb vor dem 7. Mai 1557 (evtl. am 2.) in seiner Residenz in Koluvere.